# Samsung Galaxy Tab S2
Samsung Galaxy Tab S2 ist eine Tabletcomputerserie von Samsung. Sie ist der direkte Nachfolger der Serie Galaxy Tab S und der Vorgänger der Serie Galaxy Tab S3. Die Tablets wurden am 20. Juli 2015 angekündigt und im September desselben Jahres veröffentlicht. Es gibt eine 8,0"-, als auch eine 9,7"-Variante. Beide Varianten gibt es als WLAN-Variante oder WLAN+LTE-Variante.

## Ausstattung

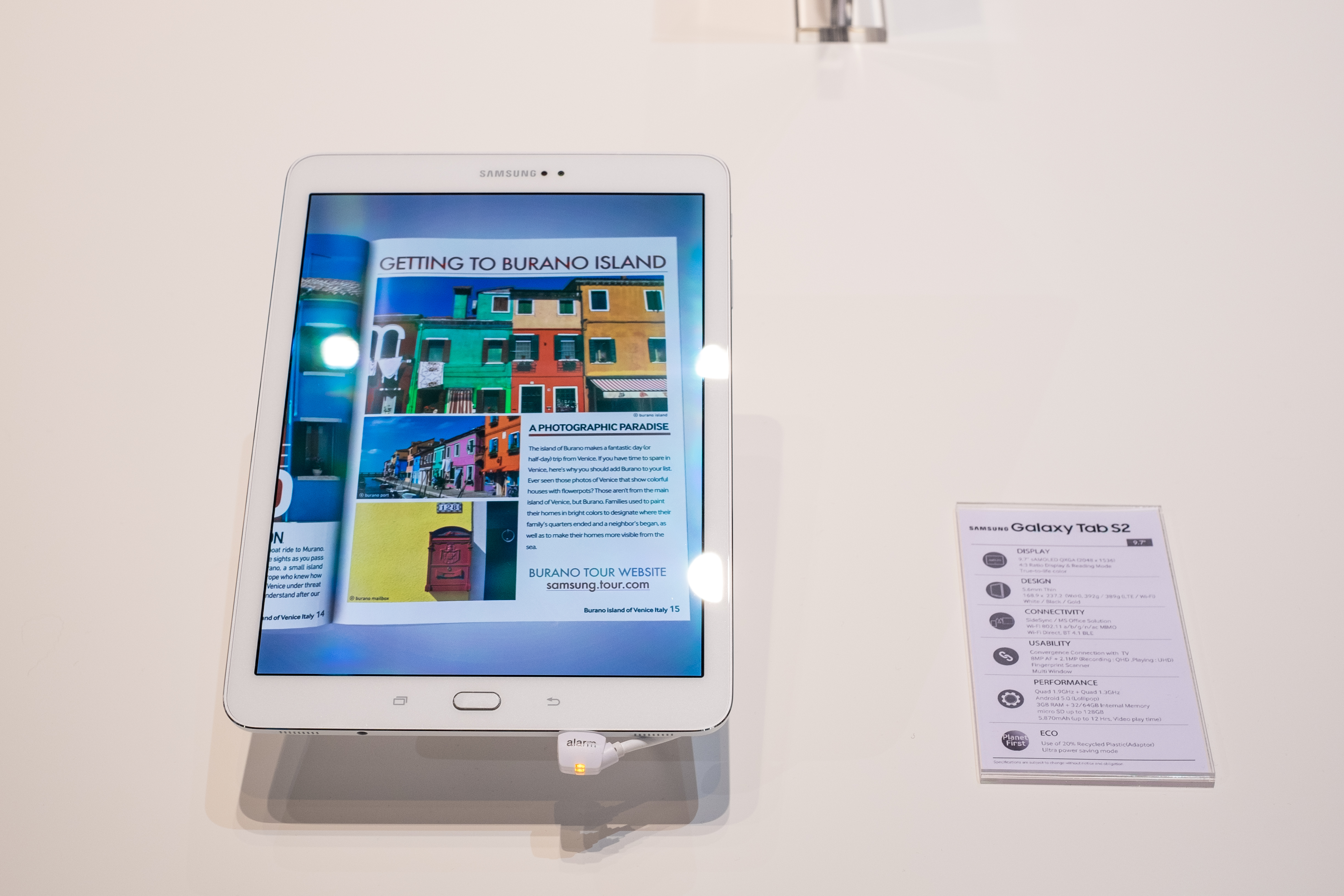
Die 9,7-Zoll-Variante

Die Super-AMOLED-Displays der Tablets verfügen über eine Auflösung von 2048 × 1536 Pixel bei einem Seitenverhältnis von 4:3.
Als Prozessor kommt ein 8-Kern-SoC von Samsung zum Einsatz. Dieser hat vier 1,9-GHz-Kerne, vier 1,3-GHz-Kerne und 3 GB Arbeitsspeicher.
Die Geräte sind mit 32 oder 64 GB an internem Speicher ausgestattet. Dieser lässt sich per MicroSDXC-Kartenslot um bis zu 128 GB erweitern.
Das Design ist vom Galaxy Note 4 und der Galaxy A (2015)-Serie inspiriert. Der Kamerabuckel auf der Rückseite ist bereits vom Galaxy S6 bekannt.
Im April 2016 brachte Samsung eine leicht aktualisierte Variante des Tab S2 heraus, die nun anstelle des Samsung Exynos 5433 den Qualcomm Snapdragon 652 als System-on-a-Chip besitzen.
Die beiden Geräte sind in schwarz, weiß oder (saisonal) in gold/beige erhältlich. Mit 5,6 mm Dicke sind sie die dünnsten bis dahin erschienenen Tablets.
Mit einem Gewicht von 392 Gramm in der LTE-Version ist das Tab S2 eines der leichtesten Tablets in der 10-Zoll-Klasse.

## Nachfolgemodell
Das Galaxy Tab S3 – ein High-End-Tablet mit Stifteingabe – wurde am 6. Februar 2017 als neues Flaggschifftablet der Galaxy-Serie vorgestellt. Dieses gibt es nur in der großen 9,7-Zoll-Variante.
Im Unterschied zum S2 verfügt es über 4 GB Arbeitsspeicher, vier AKG-Lautsprecher für Stereoklang, eine Glasrückseite (wahlweise in Silber oder Schwarz) sowie die Fähigkeit, HDR-Videos wiederzugeben.